# Liste de peintures de Paul Gauguin
Cette page présente une liste de peintures de Paul Gauguin (1848-1903).
Georges Wildenstein en 1964 a établi un catalogue raisonné et dénombré 638 peintures (numérotées W1 à W638) et Daniel Wildenstein a réalisé en 2001 un Catalogue de l’œuvre peint, 1873-1888, (Paris, Seuil).

## 1873–1885 (Paris, Rouen, Copenhague)
| Image | Thème          | Titre                                              | Date      | Technique       | Dimensions   | Lieu de Conservation                               | Référence                                     |
| ----- | -------------- | -------------------------------------------------- | --------- | --------------- | ------------ | -------------------------------------------------- | --------------------------------------------- |
|       | Paysage        | Paysage (W. 5/4)                                   | 1873      | huile sur toile | 50 × 82 cm   | Fitzwilliam Museum, Cambridge                      | Muséeconsulté le 28 avril 2025                |
|       | Portrait       | Autoportrait (W. 25 )                              | 1875-1877 | huile sur toile | 47 × 38 cm   | Fogg Art Museum, Cambridge                         | Muséeconsulté le 1er Mai 2025                 |
|       | Paysage        | La Seine au pont d'Iéna. Temps de neige (W. 13/12) | 1875      | huile sur toile | 65 × 92 cm   | musée d'Orsay, Paris                               | Muséeconsulté le 28 avril 2025                |
|       | Paysage        | La Seine au Pont de Grenelle (W. 15/18 )           | 1875      | huile sur bois  | 30 × 44 cm   | musée Wallraf-Richartz, Cologne                    | Patrimoine de Cologneconsulté le 1er mai 2025 |
|       | Paysage        | Paysage d'automne (W. 1/38)                        | 1877      | huile sur toile | 65 × 100 cm  | collection particulière                            | Christie'sconsulté le 28 avril 2025           |
|       | Paysage        | Jardin sous la neige (W. 37/57)                    | 1879      | huile sur toile | 60 × 81 cm   | Galerie nationale hongroise, Budapest              | Muséeconsulté le 28 avril 2025                |
|       | Paysage        | Bord de rivière, paysage breton (W. 38bis/54 )     | 1879      | huile sur toile | 31 × 47 cm   | Collection privée                                  | Artchiveconsulté le 2 Mai 2025                |
|       | Paysage        | Les Maraîchers de Vaugirard (W. 36/55)             | 1879      | huile sur toile | 66 × 100 cm  | Smith College Museum of Art, Northampton           | Muséeconsulté le 28 avril 2025                |
|       | Scène de genre | La Brodeuse (Mette Gauguin) (W 65)                 | 1880      | huile sur toile | 116 × 81 cm  | Fondation et Collection Emil G. Bührle, Zurich     | Musée                                         |
|       | Nu             | Femme cousant (W 39)                               | 1880      | huile sur toile | 114 × 79 cm  | Ny Carlsberg Glyptotek, Copenhague                 | Kunstindexconsulté le 28 avril 2025           |
|       | Intérieur      | Fleurs, nature morte (W. 50/76)                    | 1881      | huile sur toile | 162 × 130 cm | Galerie nationale d'Oslo                           | Muséeconsulté le 28 avril 2025                |
|       | Nature morte   | A la Fenêtre (W.92)                                | 1882      | huile sur toile | 54 × 65 cm   | Musée de l'Ermitage, Saint-Pétersbourg             | Trésors retrouvés                             |
|       | Paysage        | Entrée du village d'Osny (W. 121/106)              | 1882-1883 | huile sur toile | 60 × 73 cm   | Musée des Beaux-Arts (Boston)                      | Muséeconsulté le 2 Mai 2025                   |
|       | Paysage        | Rouen, Les toits bleus (W. 100/116)                | 1884      | huile sur toile | 74 × 60 cm   | Musée Oskar Reinhart « Am Römerholz », Winterthour | Muséeconsulté le 28 avril 2025                |
|       | Paysage        | Rue Jouvenet à Rouen (W. 127/115 )                 | 1884      | huile sur toile | 55 × 48 cm   | Musée Thyssen-Bornemisza, Madrid                   | Muséeconsulté le 1er Mai 2025                 |
|       | Portrait       | Clovis endormi (W. 81/151)                         | 1884      | huile sur toile | 46 × 55 cm   | [Collection privée, Vente 2023                     | Christie'sconsulté le 4 Mai 2025              |
|       | Nature morte   | Bouquet (D.W.149)                                  | 1884      | huile sur toile | 65 × 54 cm   | Musée de l'Ermitage, Saint-Petersbourg             | Trésors retrouvés                             |
|       | Portrait       | Mette Gauguin en robe du soir (W. 95/154)          | 1884      | huile sur toile | 54 × 65 cm   | Galerie nationale d'Oslo                           | Muséeconsulté le 28 avril 2025                |
|       | Nature morte   | Mandoline et Pivoines de Chine (W. 173/169)        | 1885      | huile sur toile | 61 × 51 cm   | Collection privée                                  | Catalogue d'exposition                        |
|       | Paysage        | Vaches à l'abreuvoir (158/192 )                    | 1885      | huile sur toile | 65 × 80 cm   | Galerie d'art moderne de Milan                     | Post-Impressionnisme                          |

## 1886–1891 (Bretagne, Martinique)
| Image | Thème          | Titre                                                                       | Date      | Technique       | Dimensions  | Lieu de Conservation                      | Référence                         |
| ----- | -------------- | --------------------------------------------------------------------------- | --------- | --------------- | ----------- | ----------------------------------------- | --------------------------------- |
|       | Scène de genre | Paysannes bretonnes (W. 201/237)                                            | 1886      | huile sur toile | 71 × 91 cm  | Neue Pinakothek, Munich                   | Muséeconsulté le 2 Mai 2025       |
|       | Paysage        | Paysage marin (W. 205/235)                                                  | 1886      | huile sur toile | 70 × 91 cm  | musée des Beaux-Arts de Göteborg          | Muséeconsulté le 5 Mai 2025       |
|       | Paysage        | Baignade devant le port de Pont-Aven (W. 198/223)                           | 1886      | huile sur toile | 81 × 60 cm  | Galerie et jardins Dixon, Memphis         | Google Artsconsulté le 4 Mai 2025 |
|       | Paysage        | Les Lavandières à Pont-Aven (W. 196/224)                                    | 1886      | huile sur toile | 71 × 90 cm  | Musée d'Orsay, Paris                      | Muséeconsulté le 5 Mai 2025       |
|       | Paysage        | La Bergère bretonne (203/W.233)                                             | 1886      | huile sur toile | 60 × 73 cm  | Laing Art Gallery, Newcastle              | Muséeconsulté le 5 Mai 2025       |
|       | Nature morte   | Nature morte au profil de Laval (W. 207/238)                                | 1886      | huile sur toile | 46 × 38 cm  | Musée d'Art d'Indianapolis                | Muséeconsulté le 5 Mai 2025       |
|       | Nu             | Baigneuses en Bretagne (W. 215/241)                                         | 1887      | huile sur toile | 97 × 130 cm | Musée national des Beaux-Arts (Argentine) | Muséeconsulté le 28 avril 2025    |
|       | Scène de genre | Au bord de la rivière (W. 222/252)                                          | 1887      | huile sur toile | 54 × 65 cm  | Musée Van Gogh, Amsterdam                 | Muséeconsulté le 11 Mai 2025      |
|       | Paysage        | Paysage, La Martinique                                                      | 1887      | huile sur toile |             | Collection privée                         | Gauguin par Scrépel               |
|       | Paysage        | Palmiers en Martinique (W. 231/243)                                         | 1887      | huile sur toile | 97 × 130 cm | Musée national des Beaux-Arts (Argentine) | Muséeconsulté le 28 avril 2025    |
|       | Scène de genre | Les Manguiers, Martinique (W. 224/250)                                      | 1887      | huile sur toile | 112 × 87 cm | Collection privée                         | Mutualartconsulté le 11 Mai 2025  |
|       | Paysage        | Paysage de Martinique (W. 232/248)                                          | 1887      | huile sur toile | 117 × 90 cm | National Gallery of Scotland, Edimbourg   | Muséeconsulté le 5 Mai 2025       |
|       | Paysage        | Conversation dans les prés. Pont-Aven (W. 250/280)                          | 1888      | huile sur toile | 92 × 73 cm  | musées royaux des beaux-arts de Belgique  | Muséeconsulté le 28 avril 2025    |
|       | Scène de genre | Les Enfants luttant (W. 273/298)                                            | 1888      | huile sur toile | 93 × 73 cm  | Louvre Abou Dabi                          | Muséeconsulté le 9 Mai 2025       |
|       | Portrait       | Portrait de petit garçon                                                    | 1888      | huile sur toile | 21 × 22 cm  | Fondation Bemberg, Toulouse               | Muséeconsulté le 9 Mai 2025       |
|       | Portrait       | Autoportrait avec le portrait de Bernard (Les Misérables) (W. 239/309 )     | 1888      | huile sur toile | 44 × 50 cm  | Musée Van-Gogh, Amsterdam                 | Muséeconsulté le 6 Mai 2025       |
|       | Paysage        | Paysage de Bretagne avec des bretonnes (W. 252/271)                         | 1888      | huile sur toile | 91 × 72 cm  | Ny Carlsberg Glyptotek, Copenhague        | Kunstindexconsulté le 6 Mai 2025  |
|       | Paysage        | La Fenaison en Bretagne (recto) (W. 269/287)                                | 1888      | huile sur toile | 72 × 92 cm  | Musée d'Orsay, Paris                      | Muséeconsulté le 6 Mai 2025       |
|       | Nature morte   | Nature morte aux trois petits chiens (W. 293/311)                           | 1888      | huile sur toile | 92 × 63 cm  | Museum of Modern Art, New York            | Muséeconsulté le 6 Mai 2025       |
|       | Paysage        | Marine avec vache (W. 282/310)                                              | 1888      | huile sur toile | 72 × 61 cm  | Musée d'Orsay, Paris                      | Muséeconsulté le 5 Mai 2025       |
|       | Paysage        | Arbres bleus. Ton tour viendra, ma beauté ! (W. 311(246)/319)               | 1888      | huile sur toile | 93 × 73 cm  | Ordrupgaard museum de Copenhague          | Muséeconsulté le 28 avril 2025    |
|       | Portrait       | Portrait de Madeleine Bernard (W. 240/305) avec au verso La Rivière blanche | 1888      | huile sur toile | 72 × 58 cm  | musée de Grenoble                         | Muséeconsulté le 28 avril 2025    |
|       | Paysage        | Paysage de Bretagne (W. 256/265)                                            | 1888      | huile sur toile | 89 × 116 cm | musée national de l'Art occidental, Tokyo | Muséeconsulté le 28 avril 2025    |
|       | Scène de genre | Vision après le sermon — La lutte de Jacob avec l'ange (W. 245/308)         | 1888      | huile sur toile | 72 × 91 cm  | Galerie nationale d'Écosse, Édimbourg     | Muséeconsulté le 28 avril 2025    |
|       | Scène de genre | Le Porcher (W. 255/302)                                                     | 1888      | huile sur toile | 72 × 91 cm  | Musée d'Art du comté de Los Angeles       | Muséeconsulté le 6 Mai 2025       |
|       | Nature morte   | Fête Gloanec (W. 290/301)                                                   | 1888      | huile sur bois  | 49 × 65 cm  | musée des Beaux-Arts d'Orléans            | Muséeconsulté le 1er Mai 2025     |
|       | Nature morte   | Le Jambon (W. 379)                                                          | 1888      | huile sur toile | 50 × 58 cm  | The Phillips Collection, Washington       | Muséeconsulté le 28 avril 2025    |
|       | Portrait       | La Mère de l'artiste (W. 385)                                               | 1888 vers | huile sur toile | 40 × 80 cm  | Staatsgalerie (Stuttgart)                 | Muséeconsulté le 28 avril 2025    |
|       | Nature morte   | Nature morte aux fruits (W. 288/312)                                        | 1888      | huile sur toile | 43 × 58 cm  | Musée Pouchkine, Moscou                   | Muséeconsulté le 6 Mai 2025       |
|       | Paysage        | La Barrière (W. 353)                                                        | 1888      | huile sur toile | 50 × 63 cm  | Kunsthaus de Zurich                       | Muséeconsulté le 28 avril 2025    |

## 1888 Episode d'Arles
| Image | Thème          | Titre                                                    | Date      | Technique       | Dimensions | Lieu de Conservation                         | Référence                                   |
| ----- | -------------- | -------------------------------------------------------- | --------- | --------------- | ---------- | -------------------------------------------- | ------------------------------------------- |
|       | Paysage        | Paysage près d'Arles (W. 308/315)                        | 1888      | huile sur toile | 91 × 72 cm | musée d'art d'Indianapolis                   | Muséeconsulté le 28 avril 2025              |
|       | Paysage        | Les Alyscamps (W. 307/314)                               | 1888      | huile sur toile | 91 × 72 cm | musée d'Orsay, Paris                         | Muséeconsulté le 2 mai 2025                 |
|       | Portrait       | Van Gogh peignant des tournesols (W. 296/326)            | 1888      | huile sur toile | 73 × 91 cm | Musée Van-Gogh, Amsterdam                    | Muséeconsulté le 1er Mai 2025               |
|       | Scène de genre | Café à Arles (W. 305/318)                                | 1888      | huile sur toile | 72 × 92 cm | musée Pouchkine, Moscou                      | Muséeconsulté le 28 avril 2025              |
|       | Portrait       | Vieil Homme au bâton (W. 305/318)                        | 1888      | huile sur toile | 70 × 45 cm | musée du Petit Palais, Paris                 | Muséeconsulté le 1er Mai 2025               |
|       | Portrait       | Madame Roulin (W. 298/327)                               | 1888      | huile sur toile | 50 × 63 cm | Musée d'Art de Saint-Louis                   | Muséeconsulté le 28 avril 2025              |
|       | Nature morte   | Nature morte à l'estampe japonaise (W. 375)              | 1888      | huile sur toile | 73 × 93 cm | Téhéran, musée d'art contemporain de Téhéran | Musée de Perpignanconsulté le 28 avril 2025 |
|       | Allégorie      | Les Vendanges. La Misère humaine (novembre) (W. 304/317) | 1888      | huile sur toile | 73 × 93 cm | Ordrupgaard, Copenhague                      | Muséeconsulté le 6 Mai 2025                 |
|       | Scène de genre | Arlésiennes (Mistral) (W. 300/329)                       | 1888      | huile sur toile | 73 × 92 cm | Art Institute of Chicago                     | Muséeconsulté le 6 Mai 2025                 |
|       | Portrait       | Autoportrait dédicacé à Carrière (W. 384/291)            | 1888-1889 | huile sur toile | 46 × 39 cm | National Gallery of Art, Washington          | Muséeconsulté le 6 Mai 2025                 |

## 1889 Paris et Retour en Bretagne
| Image | Thème          | Titre                                             | Date      | Technique        | Dimensions  | Lieu de Conservation                     | Référence                        |
| ----- | -------------- | ------------------------------------------------- | --------- | ---------------- | ----------- | ---------------------------------------- | -------------------------------- |
|       | Scène de genre | Le Calvaire breton (W. 328)                       | 1889      | huile sur toile  | 92 × 73 cm  | musées royaux des Beaux-Arts de Belgique | Muséeconsulté le 28 avril 2025   |
|       | Scène de genre | Le Christ jaune (W. 327)                          | 1889      | huile sur toile  | 92 × 73 cm  | Galerie d'art Albright-Knox, Buffalo     | Muséeconsulté le 28 avril 2025   |
|       | Paysage        | Les Meules (W. 352)                               | 1889      | huile sur toile  | 92 × 73 cm  | Institut Courtauld, Londres              | Muséeconsulté le 1er mai 2025    |
|       | Animalier      | L'Oie (W. 383)                                    | 1889      | huile sur plâtre | 61 × 79 cm  | Musée des Beaux-Arts de Quimper          | Muséeconsulté le 7 mai 2025      |
|       | Portrait       | La Belle Angèle (W. 315)                          | 1889      | huile sur toile  | 92 × 73 cm  | Musée d'Orsay, Paris                     | Muséeconsulté le 2 mai 2025      |
|       | Scène de genre | Autoportrait au nimbe (W. 323)                    | 1889      | huile sur toile  | 79 × 51 cm  | National Gallery of Art, Washington      | Muséeconsulté le 28 avril 2025   |
|       | Scène de genre | Bonjour Monsieur Gauguin (W. 321)                 | 1889      | huile sur toile  | 93 × 74 cm  | Galerie nationale de Prague              | Muséeconsulté le 6 Mai 2025      |
|       | Nature morte   | Roses et statuette                                | 1889      | huile sur toile  | 73 × 54 cm  | musée des beaux-arts de Reims            | Muséeconsulté le 28 avril 2025   |
|       | Portrait       | La Famille Schuffenecker                          | 1889      | huile sur toile  | 73 × 92 cm  | musée d'Orsay, Paris                     | Muséeconsulté le 2 Mai 2025      |
|       | Allégorie      | La Vie et la Mort, ou Femmes se baignant (W. 335) | 1889      | huile sur toile  | 92 × 73 cm  | Musée Mohamed Mahmoud Khalil, Le Caire   | [réf. nécessaire]                |
|       | Religieux      | Le Christ au Jardin des Oliviers (W. 326)         | 1889      | huile sur toile  | 73 × 92 cm  | Norton Museum of Art, West Palm Beach    | Muséeconsulté le 11 Mai 2025     |
|       | Nu             | Petit Breton nu (W. 339)                          | 1889      | huile sur toile  | 93 × 74 cm  | Musée Wallraf-Richartz , Cologne         | [réf. nécessaire]                |
|       | Nature morte   | Nature morte au biberon de Quimper                | 1889      | huile sur toile  | 34 × 42 cm  | Berkeley art museum                      | Muséeconsulté le 6 Mai 2025      |
|       | Scène de genre | Ramasseuses de varech (II) (W. 349)               | 1889      | huile sur toile  | 87 × 123 cm | Museum Folkwang, Essen                   | Muséeconsulté le 6 Mai 2025      |
|       | Paysage        | Les Meules jaunes (W. 351)                        | 1889      | huile sur toile  | 73 × 92 cm  | musée d'Orsay, Paris                     | Muséeconsulté le 6 mai 2025      |
|       | Nature morte   | Nature morte à l'éventail (W. 377/259)            | vers 1889 | huile sur toile  | 38 × 46 cm  | musée d'Orsay, Paris                     | Muséeconsulté le 6 Mai 2025      |
|       | Portrait       | Deux enfants (W. 530)                             | vers 1889 | huile sur toile  | 46 × 60 cm  | Ny Carlsberg Glyptotek, Copenhague       | Kunstindexconsulté le 6 Mai 2025 |
|       | Portrait       | Femme devant une nature morte de Cézanne          | 1890      | huile sur toile  | 65 × 55 cm  | Art Institute of Chicago                 | Muséeconsulté le 3 Mai 2025      |
|       | Paysage        | Paysage au Pouldu                                 | 1890      | huile sur toile  | 73 × 92 cm  | National Gallery of Art, Washington      | Muséeconsulté le 3 Mai 2025      |
|       | Paysage        | Le Toit bleu ou Ferme au Pouldu                   | 1890      | huile sur toile  | 71 × 90 cm  | Galerie nationale d'Australie, Canberra  | Muséeconsulté le 14 Mai 2025     |
|       | Portrait       | Autoportrait                                      | 1890      | huile sur toile  | 46 × 37 cm  | Musée Pouchkine, Moscou                  | Muséeconsulté le 9 Mai 2025      |
|       | Portrait       | Portrait de l'artiste au Christ jaune (W. 324)    | 1890-1891 | huile sur toile  | 38 × 46 cm  | musée d'Orsay, Paris                     | Muséeconsulté le 28 avril 2025   |
|       | Allégorie      | La Perte du pucelage (W. 412)                     | 1890-1891 | huile sur toile  | 89 × 130 cm | Chrysler Museum of Art, Norfolk          | Muséeconsulté le 7 Mai 2025      |

## 1891–1893 Premier séjour à Tahiti
| Image | Thème          | Titre                                                              | Date      | Technique                            | Dimensions   | Lieu de Conservation                                    | Référence                                  |
| ----- | -------------- | ------------------------------------------------------------------ | --------- | ------------------------------------ | ------------ | ------------------------------------------------------- | ------------------------------------------ |
|       | Religieux      | Portrait de Suzanne Bambridge (W. 429)                             | 1891      | huile sur toile                      | 70 × 50 cm   | Bruxelles, musées royaux des Beaux-Arts de Belgique     | Muséeconsulté le 28 avril 2025             |
|       | Scène de genre | Pêcheuses tahitiennes (W. 423)                                     | 1891      | huile sur toile                      | 71 × 90 cm   | Berlin, Alte Nationalgalerie                            | Muséeconsulté le 7 mai 2025                |
|       | Paysage        | Paysage tahitien (W. 504)                                          | 1891      | huile sur toile                      | 68 × 92 cm   | Minneapolis Institute of Art                            | Muséeconsulté le 11 mai 2025               |
|       | Scène de genre | I Raro Te Oviri (Sous les pandanus) (W. 432)                       | 1891      | huile sur toile                      | 73 × 91 cm   | Minneapolis Institute of Art                            | Muséeconsulté le 11 mai 2025               |
|       | Scène de genre | Dans la Vanilleraie, Homme et Cheval (W. 443)                      | 1891      | huile sur toile                      | 73 × 92 cm   | Musée Solomon-R.-Guggenheim, New York                   | Muséeconsulté le 7 mai 2025                |
|       | Paysage        | Haere Mai (Viens ici) (W. 447)                                     | 1891      | huile sur toile                      | 72 × 92 cm   | musée Solomon-R.-Guggenheim, New York                   | Muséeconsulté le 7 mai 2025                |
|       | Portrait       | Faaturuma (Melancolie) (W. 424)                                    | 1891      | huile sur toile                      | 94 × 68 cm   | Musée d'art Nelson-Atkins, Kansas City                  | Muséeconsulté le 2 Mai 2025                |
|       | Scène de genre | Le Repas (W. 427)                                                  | 1891      | huile sur toile                      | 72 × 91 cm   | Musée d'Orsay, Paris                                    | Muséeconsulté le 7 Mai 2025                |
|       | Portrait       | Vahine No te Tiare (Tahitienne à la fleur) (W. 420)                | 1891      | huile sur toile                      | 70 × 46 cm   | Ny Carlsberg Glyptotek, Copenhague                      | Webgalleryconsulté le 7 Mai 2025           |
|       | Religieux      | Ia Orana Maria (Je vous salue Marie) (W. 428)                      | 1891      | huile sur toile                      | 114 × 88 cm  | Metropolitan Museum of Art, New York                    | Muséeconsulté le 28 avril 2025             |
|       | Scène de genre | L'Homme à la hache (W. 428)                                        | 1891      | huile sur toile                      | 93 × 70 cm   | Collection privée, Vente 2006                           | Mutualartconsulté le 7 mai 2025            |
|       | Scène de genre | Taperaa Mahana (Fin d'après-midi) (W.473 )                         | 1891      | huile sur toile                      | 72 × 97 cm   | Musée de l'Ermitage, Saint-Petersbourg                  | Trésors retrouvés                          |
|       | Portrait       | Tahitienne à la fleur (W. 420)                                     | 1891      | huile sur toile                      | 70 × 46 cm   | Ny Carlsberg Glyptotek, Copenhague                      | Kunstindexconsulté le 28 avril 2025        |
|       | Portrait       | Femmes de Tahiti (W. 434)                                          | 1891      | huile sur toile                      | 69 × 91 cm   | Musée d'Orsay, Paris                                    | Muséeconsulté le 2 Mai 2025                |
|       | Paysage        | Les Cochons noirs (W. 446)                                         | 1891      | huile sur toile                      | 92 × 72 cm   | musée des Beaux-Arts de Budapest                        | Muséeconsulté le 1er Mai 2025              |
|       | Scène de genre | Mata Mua (aux temps anciens) (W. 467)                              | 1891      | huile sur toile                      | 91 × 69 cm   | Musée Thyssen-Bornemisza, Madrid                        | Muséeconsulté le 28 avril 2025             |
|       | Scène de genre | Te tiare farani (Les fleurs de France) (W. 426)                    | 1891      | huile sur toile                      | 72 × 92 cm   | Musée Pouchkine, Moscou                                 | Muséeconsulté le 10 Mai 2025               |
|       | Scène de genre | Parau Parau (Les Potins) (W. 426)                                  | 1891      | huile sur toile                      | 70 × 90 cm   | Musée de l'Ermitage, Saint-Pétersbourg                  | Muséeconsulté le 10 Mai 2025               |
|       | Scène de genre | Manao Tupapau (L'Esprit des morts veille) (W. 457)                 | 1892      | huile sur toile                      | 73 × 92 cm   | Galerie d'art Albright-Knox, Buffalo                    | Muséeconsulté le 28 avril 2025             |
|       | Nature morte   | Nature morte avec fleurs et idole (W.494)                          | 1892 vers | huile sur toile                      | 40 × 32 cm   | Kunsthaus de Zurich                                     | Muséeconsulté le 11 Mai 2025               |
|       | Paysage        | Fatata te Mouà (Au pied de la montagne) (W.481)                    | 1892      | huile sur toile                      | 68 × 92 cm   | Musée de l'Ermitage, Saint-Pétersbourg                  | Muséeconsulté le 11 Mai 2025               |
|       | Paysage        | Matamoe (W. 484)                                                   | 1892      | huile sur toile                      | 115 × 86 cm  | Musée Pouchkine, Moscou                                 | Muséeconsulté le 11 Mai 2025               |
|       | Scène de genre | Mahana Maà II (Paysage à Tahiti) (W. 491)                          | 1892      | huile sur toile                      | 54 × 31 cm   | Galerie nationale de Finlande, Helsinki                 | Muséeconsulté le 11 Mai 2025               |
|       | Paysage        | Parahi Te Marae (La Montagne sacrée) (W. 483)                      | 1892      | huile sur toile                      | 66 × 89 cm   | Philadelphia Museum of Art                              | Muséeconsulté le 10 Mai 2025               |
|       | Scène de genre | Aha Oe Feii ? (Eh quoi, tu es jalouse ?) (W. 461 )                 | 1892      | huile sur toile                      | 66 × 89 cm   | Musée Pouchkine, Moscou                                 | Muséeconsulté le 8 Mai 2025                |
|       | Scène de genre | Nafea Faa Ipoipo? (Quand te maries-tu ?) (W. 454)                  | 1892      | huile sur toile                      | 101 × 77 cm  | Collection privée, Vente 2015                           | France 24consulté le 8 Mai 2025            |
|       | Portrait       | Tête de tahitienne, de profil à gauche                             | 1892      | Pastel                               | 30 × 20 cm   | Collection privée                                       | Artnetconsulté le 7 Mai 2025               |
|       | Portrait       | Te nave nave fenua (Eve tahitienne)                                | 1892      | Aquarelle                            | 29 × 22 cm   | Musée de Grenoble                                       | Muséeconsulté le 10 Mai 2025               |
|       | Scène de genre | Parau na te varua ino (Paroles du diable) (W. 458)                 | 1892      | huile sur toile                      | 92 × 68 cm   | National Gallery of Art, Washington                     | Muséeconsulté le 7 Mai 2025                |
|       | Scène de genre | Parau Api ? (Du nouveau ?) (W. 466)                                | 1892      | huile sur toile                      | 67 × 92 cm   | Albertinum, Dresde                                      | Muséeconsulté le 7 Mai 2025                |
|       | Nu             | Femmes tahitiennes au bain (W. 462)                                | 1892      | Huile sur papier marouflée sur toile | 110 × 89 cm  | Metropolitan Museum of Art, New York                    | Muséeconsulté le 7 Mai 2025                |
|       | Scène de genre | Te Poipo (Le Matin (W. 485)                                        | 1892      | huile sur toile                      | 68 × 92 cm   | Collection particulière, Vente 2007                     | Sotheby'sconsulté le 2 Mai 2025            |
|       | Portrait       | Vahine no te vi (Femme à la mangue) (W. 449)                       | 1892      | huile sur toile                      | 193 × 103 cm | Baltimore Museum of Art                                 | [réf. nécessaire]recherche du 1er Mai 2025 |
|       | Nu             | Vahine no te miti (Femme à la mer) (W. 465)                        | 1892      | huile sur toile                      | 92 × 74 cm   | Musée national des Beaux-Arts (Argentine), Buenos Aires | Muséeconsulté le 28 avril 2025             |
|       | Scène de genre | Fatata te Miti (près de la mer) (W. 463)                           | 1892      | huile sur toile                      | 68 × 91 cm   | National Gallery of Art, Washington                     | Muséeconsulté le 28 avril 2025             |
|       | Scène de genre | Nafea faa ipoipo (Quand te maries-tu ?) (W. 454)                   | 1892      | huile sur toile                      | 101 × 77 cm  | Collection privée, Vente 2015                           | Artnetconsulté le 28 avril 2025            |
|       | Scène de genre | Mahana maa I (Jours délicieux) (W. 490)                            | 1892      | huile sur toile                      | 55 × 30 cm   | Cincinnati Art Museum                                   | Muséeconsulté le 29 avril 2025             |
|       | Portrait       | Piti Teina (Deux Sœurs)                                            | 1892      | huile sur toile                      | 90 × 67 cm   | musée de l'Ermitage, Saint-Pétersbourg                  | Muséeconsulté le 29 avril 2025             |
|       | Scène de genre | Arearea (« Joyeusetés ») (W. 468)                                  | 1892      | huile sur toile                      | 74 × 93 cm   | musée d'Orsay, Paris                                    | Muséeconsulté le 29 avril 2025             |
|       | Scène de genre | Ta Matete (Le Marché) (W.476)                                      | 1892      | huile sur toile                      | 79 × 91 cm   | Kunstmuseum (Bâle)                                      | Bildindexconsulté le 29 avril 2025         |
|       | Scène de genre | La Sieste (W. 515)                                                 | 1892-1894 | huile sur toile                      | 79 × 91 cm   | Metropolitan Museum, New York                           | Muséeconsulté le 1er Mai 2025              |
|       | Portrait       | Merahi metua no Tehamana (Tehamana a de nombreux parents) (W. 497) | 1893      | huile sur toile                      | 75 × 53 cm   | Art Institute of Chicago                                | Muséeconsulté le 1er Mai 2025              |
|       | Allégorie      | Hina te Fatou (La Lune et la Terre) (W. 499)                       | 1893      | huile sur toile                      | 114 × 62 cm  | Museum of Modern Art, New York                          | Muséeconsulté le 2 Mai 2025                |
|       | Portrait       | Femme tenant un fruit ; Où vas-tu ? (Eu haere ia oe) (W. 501)      | 1893      | huile sur toile                      | 92 × 73 cm   | Musée de l'Ermitage, Saint-Pétersbourg                  | Muséeconsulté le 2 Mai 2025                |

## 1893-1895 (Séjour en France)
| Image | Thème          | Titre                                                                        | Date      | Technique       | Dimensions  | Lieu de Conservation                   | Référence                           |
| ----- | -------------- | ---------------------------------------------------------------------------- | --------- | --------------- | ----------- | -------------------------------------- | ----------------------------------- |
|       | Nu             | Aita tamari vahine Judith te parari (Annah, la Javanaise) (W. 508)           | 1893      | huile sur toile | 116 × 81 cm | Collection privée                      | Webgalleryconsulté le 8 Mai 2025    |
|       | Scène de genre | Portrait de l'artiste (recto) (Portrait de William Molard au verso) (W. 506) | 1893-1894 | huile sur toile | 46 × 38 cm  | musée d'Orsay, Paris                   | Muséeconsulté le 29 avril 2025      |
|       | Portrait       | Upaupa Schneklud (Le Joueur Schneklud) (W. 517)                              | 1894      | huile sur toile | 93 × 73 cm  | musée d'Art de Baltimore               | Google Artsconsulté le 1er mai 2025 |
|       | Paysage        | Ferme en Bretagne (II) (W. 527)                                              | 1894      | huile sur toile | 93 × 74 cm  | Collection privée, Vente 1989          | Artnetconsulté le 8 mai 2025        |
|       | Portrait       | Paysannes bretonnes (W. 521)                                                 | 1894      | huile sur toile | 66 × 93 cm  | Musée d'Orsay, Paris                   | Muséeconsulté le 8 mai 2025         |
|       | Paysage        | Village breton sous la neige (W. 525)                                        | 1894      | huile sur toile | 62 × 87 cm  | Musée d'Orsay, Paris                   | Muséeconsulté le 8 mai 2025         |
|       | Scène de genre | Nave nave moe (Source sacrée : Doux rêves) (W. 512)                          | 1894      | huile sur toile | 74 × 100 cm | musée de l'Ermitage, Saint-Petersbourg | Muséeconsulté le 1er mai 2025       |
|       | Scène de genre | Arearea no varua ino (Femmes tahitiennes allongées) (W. 514)                 | 1894      | huile sur toile | 60 × 98 cm  | Ny Carlsberg Glyptotek, Copenhague     | Kunstindexconsulté le 12 mai 2025   |
|       | Scène de genre | Eiaha Ohipa (Ne pas travailler) (W. 538)                                     | 1894      | huile sur toile | 65 × 75 cm  | musée des beaux-arts Pouchkine, Moscou | Muséeconsulté le 1er mai 2025       |
|       | Paysage        | Paysage de Bretagne. Le Moulin David (W. 528)                                | 1894      | huile sur toile | 73 × 92 cm  | musée d'Orsay, Paris                   | Muséeconsulté le 2 mai 2025         |
|       | Portrait       | Autoportrait à la palette (W. 410)                                           | 1894      | huile sur toile | 92 × 73 cm  | Collection privée                      | Artchiveconsulté le 2 mai 2025      |

## 1895: Retour en Polynésie
| Image | Thème          | Titre                                                                       | Date      | Technique       | Dimensions   | Lieu de Conservation                      | Référence                         |
| ----- | -------------- | --------------------------------------------------------------------------- | --------- | --------------- | ------------ | ----------------------------------------- | --------------------------------- |
|       | Scène de genre | Nave Nave Mahana (Jours délicieux) (W. 548)                                 | 1894      | huile sur toile | 95 × 130 cm  | Musée des beaux-arts de Lyon              | Muséeconsulté le 1er mai 2025     |
|       | Scène de genre | D'où venons-nous ? Que sommes-nous ? Où allons-nous ? (W. 561)              | 1894      | huile sur toile | 139 × 374 cm | musée des beaux-arts de Boston            | Musée consulté le 1er mai 2025    |
|       | Portrait       | Deux femmes tahitiennes (W. 583)                                            | 1894      | huile sur toile | 94 × 72 cm   | Metropolitan Museum of Art, New York      | Musée consulté le 1er mai 2025    |
|       | Paysage        | Paysage. Cheval sur la route (W. 589)                                       | 1894      | huile sur toile | 94 × 73 cm   | Musée Pouchkine, Moscou                   | Musée consulté le 1er mai 2025    |
|       | Portrait       | Autoportrait près du Golgotha (W. 534)                                      | 1896      | huile sur toile | 75 × 63 cm   | Musée d'art de São Paulo                  | Musée consulté le 8 mai 2025      |
|       | Biblique       | Joseph et la femme de Potiphar (W. 536)                                     | 1896      | huile sur toile | 89 × 116 cm  | Collection privée                         | Exposition à Perpignan 1998       |
|       | Scène de genre | Te tamari no atua (La Naissance) (W. 541)                                   | 1896      | huile sur toile | 96 × 131 cm  | Neue Pinakothek, Munich                   | Muséeconsulté le 1er mai 2025     |
|       | Scène de genre | Poèmes Barbares (W. 547)                                                    | 1896      | huile sur toile | 65 × 48 cm   | Fogg Art Museum, Cambridge                | Muséeconsulté le 12 mai 2025      |
|       | Portrait       | Portrait de l'artiste (W. 556)                                              | 1896      | huile sur toile | 40 × 32 cm   | Musée d'Orsay, Paris                      | Musée consulté le 8 mai 2025      |
|       | Scène de genre | Te Vaa (La Pirogue) (W. 544)                                                | 1896      | huile sur toile | 95 × 131 cm  | Musée de l'Ermitage, Saint-Pétersbourg    | Musée consulté le 10 mai 2025     |
|       | Nature morte   | Un Vase de fleurs (W. 553)                                                  | 1896      | huile sur toile | 64 × 74 cm   | National Gallery, Londres                 | Musée consulté le 8 mai 2025      |
|       | Nu             | Ne Arii Vahine (La Reine, épouse du roi) (W. 542)                           | 1896      | huile sur toile | 97 × 130 cm  | Musée Pouchkine, Moscou                   | Musée consulté le 8 mai 2025      |
|       | Scène de genre | Scène de la vie tahitienne (W. 537)                                         | 1896      | huile sur toile | 89 × 124 cm  | Musée de l'Ermitage, Saint-Pétersbourg    | Musée consulté le 10 mai 2025     |
|       | Portrait       | Vairumati (W. 559)                                                          | 1897      | huile sur toile | 73 × 92 cm   | Paris, musée d'Orsay                      | Muséeconsulté le 1er mai 2025     |
|       | Nu             | Baigneuses à Tahiti (W. 564)                                                | 1897      | huile sur toile | 73 × 92 cm   | Barber Institute of Fine Arts, Birmingham | Muséeconsulté le 12 mai 2025      |
|       | Nature morte   | Bouquet de fleurs                                                           | 1897      | huile sur toile | 73 × 93 cm   | Musée Marmottan, Paris                    | Muséeconsulté le 8 mai 2025       |
|       | Scène de genre | Te Rerioa (Le Rêve) (W. 557)                                                | 1897      | huile sur toile | 95 × 130 cm  | Institut Courtauld, Londres               | Muséeconsulté le 8 mai 2025       |
|       | Nu             | Nevermore (W. 558)                                                          | 1897      | huile sur toile | 60 × 116 cm  | Institut Courtauld, Londres               | Muséeconsulté le 4 mai 2025       |
|       | Scène de genre | Faa Iheihe (Pastorale tahitienne) (W. 569)                                  | 1898      | huile sur toile | 54 × 169 cm  | Tate Gallery, Londres                     | Muséeconsulté le 1er mai 2025     |
|       | Scène de genre | Faa ara. Paysage de Tahiti avec neuf personnages (W. 575)                   | 1898      | huile sur toile | 93 × 73 cm   | Ny Carlsberg Glyptotek, Copenhague        | Kunstindexconsulté le 12 mai 2025 |
|       | Scène de genre | Rave te hiti aamu (L'Idole) (W. 570)                                        | 1898      | huile sur toile | 73 × 92 cm   | Musée de l'Ermitage, Saint-Pétersbourg    | Muséeconsulté le 8 2025           |
|       | Animalier      | Le Cheval blanc (W. 571)                                                    | 1898      | huile sur toile | 140 × 92 cm  | Musée d'Orsay, Paris                      | Muséeconsulté le 7 mai 2025       |
|       | Scène de genre | Ruperupe (Tahiti est une terre merveilleuse. Cueillette de fruits) (W. 585) | 1899      | huile sur toile | 128 × 190 cm | Musée Pouchkine, Moscou                   | Muséeconsulté le 9 mai 2025       |
|       | Scène de genre | Trois tahitiens                                                             | 1899      | huile sur toile | 73 × 94 cm   | National Gallery of Scotland, Edimbourg   | Muséeconsulté le 10 mai 2025      |
|       | Scène de genre | Le Grand Bouddha (W. 579)                                                   | 1899 vers | huile sur toile | 134 × 95 cm  | Musée Pouchkine, Moscou                   | Muséeconsulté le 9 mai 2025       |

## 1901 Départ aux Marquises
| Image | Thème          | Titre                                                     | Date | Technique       | Dimensions   | Lieu de Conservation                    | Référence                                   |
| ----- | -------------- | --------------------------------------------------------- | ---- | --------------- | ------------ | --------------------------------------- | ------------------------------------------- |
|       | Nu             | Et l'or de leur corps (W. 596)                            | 1901 | huile sur toile | 67 × 76 cm   | musée d'Orsay, Paris                    | Muséeconsulté le 2 mai 2025                 |
|       | Nu             | le Gué (La Fuite) (W. 597)                                | 1901 | huile sur toile | 76 × 95 cm   | musée Pouchkine, Moscou                 | Muséeconsulté le 10 mai 2025                |
|       | Nature morte   | Tournesols (W. 603 )                                      | 1901 | huile sur toile | 73 × 92 cm   | Musée de l'Ermitage, Saint-Pétersbourg  | Muséeconsulté le 10 mai 2025                |
|       | Nature morte   | Tournesols sur un fauteuil (W. 602)                       | 1901 | huile sur toile | 68 × 75 cm   | Fondation Bürhle, Zurich                | Muséeconsulté le 10 mai 2025                |
|       | Nature morte   | Fleurs de tournesol et mangues (W. 606)                   | 1901 | huile sur toile | 93 × 73 cm   | Collection particulière                 | Pubhistconsulté le 13 mai 2025              |
|       | Nature morte   | Fleurs dans une coupe (W. 605)                            | 1901 | huile sur toile | 29 × 46 cm   | Collection particulière                 | Musée Maurice Fabreconsulté le 13 mai 2025  |
|       | Scène de genre | Idylle à Tahiti (W. 598)                                  | 1901 | huile sur toile | 74 × 94 cm   | Fondation Bürhle, Zurich                | Muséeconsulté le 10 mai 2025                |
|       | Nature morte   | Nature morte au couteau (W. 607)                          | 1901 | huile sur toile | 66 × 75 cm   | Fondation Bürhle, Zurich                | Muséeconsulté le 10 mai 2025                |
|       | Paysage        | Paysage aux chevaux (Chevaux aux Iles Marquises) (W. 599) | 1901 | huile sur toile | 95 × 61 cm   | Collection privée, Vente 1997           | Beaussantconsulté le 10 mai 2025            |
|       | Paysage        | Paysage (W. 600)                                          | 1901 | huile sur toile | 76 × 65 cm   | Musée de l'Orangerie, Paris             | Muséeconsulté le 10 mai 2025                |
|       | Portrait       | Le Sorcier d'Hiva Oa (W. 616)                             | 1902 | huile sur toile | 91 × 73 cm   | musée des beaux-arts de Liège           | Muséeconsulté le 1er mai 2025               |
|       | Nature morte   | Nature morte aux oiseaux exotiques (W. 629)               | 1902 | huile sur toile | 62 × 76 cm   | musée Pouchkine, Moscou                 | Muséeconsulté le 11 mai 2025                |
|       | Scène de genre | Incantation, ou L'Apparition                              | 1902 | huile sur toile | 66 × 76 cm   | Collection privée, Vente 2003           | Mutualartconsulté le 9 mai 2025             |
|       | Scène de genre | S'échapper                                                | 1902 | huile sur toile | 72 × 92 cm   | Galerie nationale de Prague             | Muséeconsulté le 9 mai 2025                 |
|       | Scène de genre | Cavaliers sur la plage (W. 620)                           | 1902 | huile sur toile | 72 × 92 cm   | collection Stávros Niárchos, Grèce      | Patrimoine, Cologneconsulté le 1er mai 2025 |
|       | Portrait       | Jeune fille à l'éventail (W. 609)                         | 1902 | huile sur toile | 92 × 73 cm   | Musée Folkwang, Essen                   | Muséeconsulté le 2 mai 2025                 |
|       | Nu             | Contes barbares (W. 625)                                  | 1902 | huile sur toile | 150 × 109 cm | Musée Folkwang, Essen                   | Muséeconsulté le 4 mai 2025                 |
|       | Paysage        | Paysage avec un cochon et un cheval (Hiva Oa) (W. 637)    | 1903 | huile sur toile | 75 × 67 cm   | Galerie nationale de Finlande, Helsinki | Muséeconsulté le 13 mai 2025                |

## Dates non documentées
| Image | Thème   | Titre        | Date | Technique | Dimensions | Lieu de Conservation          | Référence                    |
| ----- | ------- | ------------ | ---- | --------- | ---------- | ----------------------------- | ---------------------------- |
|       | Paysage | Feux de joie |      | aquarelle | 31 × 46 cm | Collection privée, Vente 2002 | Artnetconsulté le 8 mai 2025 |